# Gare au cliché !
 (janvier 2012).
Si vous disposez d'ouvrages ou d'articles de référence ou si vous connaissez des sites web de qualité traitant du thème abordé ici, merci de compléter l'article en donnant les références utiles à sa vérifiabilité et en les liant à la section « Notes et références ».
Gare au cliché ! est la quatre-vingt-deuxième histoire de la série Spirou et Fantasio de Tome et Janry. Elle est publiée pour la première fois dans le no 2271 de Spirou. Cette histoire a été publiée dans le trente-huitième album de Spirou et Fantasio, La Jeunesse de Spirou, aux pages 34 à 48.

## Univers

### Synopsis
Des fragments d’une vieille photo prise à un congrès scientifique il y a 15 ans sont envoyés au comte de Champignac, qui avait participé à cette réunion de chercheurs  venus du monde entier et désireux de combattre la faim dans le monde par leurs inventions plutôt qu’entretenir des projets malfaisants (guerre…). Les fragments de cette photo, dont le comte a une copie, attestent la présence de ces scientifiques pour une nouvelle réunion secrète au château du comte de Champignac, afin de faire le bilan de leurs recherches. Mais le comte a appris qu’un imposteur d’une multinationale agroalimentaire pourrait se fondre parmi les chercheurs, c’est pourquoi il demande à Spirou et Fantasio d’être présents afin de l’aider à démasquer celui-ci. Cependant leur rôle ne doit pas être découvert, c’est pourquoi Spirou a pris une tenue d’assistant de recherche et Fantasio une tenue de domestique du château.
Mais même avec la copie de la photo à l’appui, Spirou et Fantasio ne parviennent pas à identifier l’intrus. Ils tentent alors par de fausses maladresses si la barbe d’un chercheur ou ses pansements sont vrais. Les scientifiques commencent leurs démonstrations plutôt farfelues ; seul le professeur Van Brel ne peut pas car l’invention qu’il voulait montrer nécessitait un temps ensoleillé alors qu’il pleut. Quant au comte de Champignac, il montre son invention de champignons nutritifs capables de se développer quel que soit le climat et le lieu, même au Pôle nord ou dans le désert du Sahara.
Spirou, ne sachant pas qui est l’imposteur, veut appeler discrètement les services de sécurité pour leur demander de l’aide. Mais il découvre que le téléphone a été coupé. S’énervant, il fait tomber un miroir ainsi que la photo de sa poche se reflétant dans celui-ci. C’est alors que lui vient une révélation. Il pense que l’espion est Frau Leila Maür de Düsseldorf, qui prend des photos grâce à un bouton dissimulé sur son costume.
Spirou se jette alors sur elle mais le docteur Camford d’Oxbridge, attiré par la dame et ne comprenant pas, se rue à son tour sur Spirou. Fantasio écarte le docteur Camford de la bagarre et Frau Maür est effectivement démasqué : c’était un homme déguisé en vieille dame. Mais surprise, un autre chercheur sort un pistolet : le faux professeur Olaff qui révèle travailler pour Food Bouff Inc ainsi que le prénom de son complice déguisé en dame : Conratt.
Le faux professeur Olaff attache Spirou mais Fantasio coupe ses liens. Olaff menace de faire sauter le laboratoire du château du comte à la dynamite. Conratt, qui a vu Fantasio couper les liens de Spirou, les menace avec son appareil qui double les poules de volume, dont il avait fait la démonstration tout à l’heure. Les deux se protégeant, il lance l’appareil au visage de Fantasio et prend la fuite dans le village, toujours avec son costume de grand-mère, et écrasant au passage un champ de radis. Il tente de voler une mobylette mais celle-ci est cassée et Spirou l’attrape. Quant à Fantasio, il est parvenu à rattraper le faux professeur Olaff.
En fait, Spirou affirme avoir deviné l’imposture de Frau Maür puisque le cliché souvenir du congrès d’il y a quinze ans avait été imprimé à l’envers et Frau Maür était gauchère sur la photo. Elle aurait donc du être droitière dans la réalité, ce qui n’était pas le cas ici. Les services de sécurité arrivent et embarquent les deux espions.
Quant au professeur Van Brel, il peut enfin montrer son invention sous le soleil : une petite fusée qui déclenche la pluie, pour répondre au problème du manque d’eau. Cela fait grimacer les autres chercheurs sous l’averse soudaine qui ne s’attendaient pas à cela !

### Personnages
- Spirou
- Fantasio
- Le comte de Champignac
- Le professeur Van Brel
- Le docteur Camford d'Oxbridge
- Le faux professeur Olaff (première apparition)
- Conratt (première apparition)
- Autres chercheurs...